# Драконы вечности
Dragon Eternity (с англ. — «Драконы вечности») — кроссплатформенная компьютерная игра в жанре MMORPG, разработанная студией Q1 и выпущенная компанией Game Insight в 2011 году.
Игра была выпущена для мобильных устройств на базе iOS и Android, в социальной сети Facebook, а веб-версия «Драконов Вечности» доступна через браузер. Игра распространяется по модели Free-to-play.

## История
Первая версия игры «Драконы Вечности», разработанная для веб-браузеров, увидела свет в апреле 2011 года. В конце марта 2013 года игра стала доступна пользователям iPad в магазине приложений Apple App Store. В сентябре того же года «Драконы Вечности» стали доступны в социальной сети Facebook, в магазине приложений Google Play, а также в Apple App Store для пользователей iPhone. В конце 2013 года игра была выпущена в Корее. В начале 2014 года в игре было зарегистрировано более девяти миллионов игроков.

## Игровой процесс
Действие игры происходит в волшебном мире Адан, где две враждующие империи — Садар и Валор — вынуждены объединить свои силы против древних темных богов.
В начале своего пути игрок создает персонажа, которого в дальнейшем будет развивать и улучшать. В игре представлено более 1000 PvE-заданий, несколько PvP-режимов, а также мини-игры, которые помогают разнообразить игровой процесс. Игроки могут не только соревноваться друг с другом, но и объединяться в кланы для того, чтобы совместно с друзьями участвовать в сражениях и выполнять более сложные задания.
Практически за любое действие, кроме торговли, игрок получает опыт, за сражения с другими игроками — доблесть и героизм. По мере развития персонажа эти характеристики улучшаются, параллельно принося игроку новые предметы экипировки.
На определенном уровне у всех персонажей появляется возможность завести собственного дракона, который будет помогать им в сражениях. Чем выше уровень игрока, тем более сложные задания с дорогими наградами становятся доступны.
В игре существует несколько классов персонажей, каждому из которых доступны несколько школ магии. Класс персонажа определяется надетым амулетом. Таким образом, игроки могут менять характеристики и умения своих персонажей, лишь сменив экипировку.
Целью игры является постоянное развитие персонажа, улучшение его боевых характеристик, повышение репутации и борьба за верхнюю строчку в общем рейтинге.